# Mesolita pascoei
Mesolita pascoei är en skalbaggsart som beskrevs av Max Poll 1892. Mesolita pascoei ingår i släktet Mesolita och familjen långhorningar. Inga underarter finns listade i Catalogue of Life.